# 勘違い
| ウィキペディアには「勘違い」という見出しの百科事典記事はありません（タイトルに「勘違い」を含むページの一覧/「勘違い」で始まるページの一覧）。 代わりにウィクショナリーのページ「勘違い」が役に立つかもしれません。 |